# Grand établissement

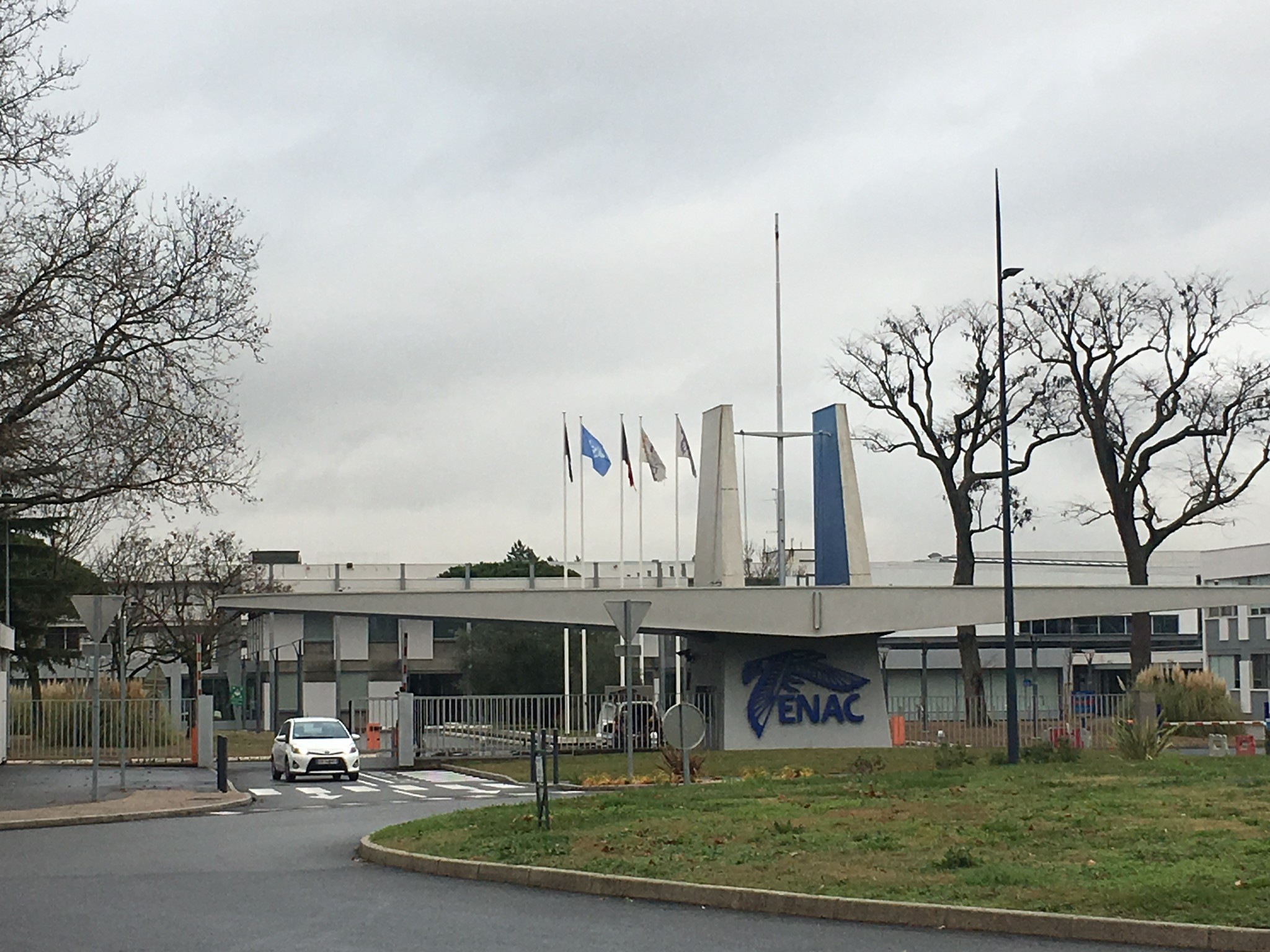
Entrada al campus de Toulouse de la Escuela Nacional de Aviación Civil (ENAC).

Los grands établissements o grandes escuelas son instituciones públicas francesas que se encuentran bajo el alero de varios ministerios: educación, agricultura, economía. Son considerados como los más prestigiosos centros de investigación y educación superior.
Las llamadas EPSCP se rigen por las disposiciones del Libro VII del Código de Educación. Esta calificación jurídica fue introducido en 1984 por la ley Savary, pero esta categoría incluye a centros que se crearon mucho antes.
Creadas sobre la base del artículo L. 717-1 del código, se apartan de la mayoría de sus disposiciones y su organización y funcionamiento se fijan por decreto del Consejo de Estado. Es decir, se rigen por una condición jurídica y no por ser una categoría de educación superior distinta. La lista de "grandes escuelas" es, en efecto, bastante heterogénea: la Universidad de Lorène, el Instituto Nacional de Historia del Arte,  el Collège de France, centros en definitiva sin mucho en común, excepto el prestigio de sus enseñanzas.

## Instituciones públicas bajo control del Ministerio de Educación Nacional
Ministerio de Educación Nacional de Francia
- El Collège de France
- El Conservatoire National des Arts et Métiers (CNAM)
- La École centrale des arts et manufactures o Centrale (ECP)
- La École nationale des chartes  Archivado el 14 de septiembre de 2008 en Wayback Machine.
- La École nationale de l'aviation civile (ENAC)
- La École nationale supérieure d'arts et métiers o Arts et métiers (ENSAM)
- La École pratique des hautes études (EPHE)  Archivado el 24 de septiembre de 2008 en Wayback Machine.
- La École des hautes études en sciences sociales (EHESS)
- El Institut d'études politiques de Paris o Sciences Po (IEP Paris)
- El Institut de physique du globe de Paris (IPGP)
- El Institut National des Sciences Appliquées (INSA)  Archivado el 24 de febrero de 2011 en Wayback Machine.
- El Institut national des langues et civilisations orientales o Langues-O (INALCO)
- El Muséum national d'histoire naturelle (MNHN)
- El Observatoire de Paris
- La Université de technologie en sciences des organisations et de la décision de Paris-Dauphine or Dauphine
- El Instituto Politécnico de Grenoble o INP Grenoble

## Instituciones públicas bajo control del Ministerio de Economía, Finanzas e Industria
Ministerio de Economía, Finanzas e Industria
- El Groupe des Écoles des Télécommunications  (GET, gathering ENST, ENSTB, INT, Telecom Lille 1, Institut Eurécom)

## Instituciones públicas bajo control del Ministerio de Cultura
Ministerio de Cultura
- La French Academy in Rome o Villa Médicis
- La Biblioteca Nacional de Francia (BNF)
- La Comédie-Française
- El Conservatoire national supérieur d'art dramatique
- El Conservatorio de Paris
- La École d'architecture
- La École du Louvre
- La École nationale supérieure des beaux-arts o Beaux-arts (ENSBA)  Archivado el 9 de abril de 2011 en Wayback Machine.
- La École nationale supérieure des arts décoratifs o arts-déco (ENSAD)
- La École nationale supérieure des métiers de l'image et du son o La Fémis